# Oedicodia
Oedicodia là một chi bướm đêm thuộc họ Noctuidae.

## Loài
- Oedicodia schreieri Hacker & Fibiger, 2006